# Chiesa dell'Immacolata Concezione e dei Santi Fabiano e Sebastiano
La chiesa dell'Immacolata Concezione e dei Santi Fabiano e Sebastiano è un edificio sacro situato a Torniella, nel comune di Roccastrada.

## Storia
Sorse come sede di una congregazione laicale probabilmente all'inizio del XVII secolo, riadattando un preesistente edificio, probabilmente un fienile, ipotesi plausibile dato l'anomala sistemazione della facciata.

## Architettura
La costruzione ha una struttura molto semplice con un portale sormontato da un timpano. Sul retro s'innalza il campanile settecentesco.
All'interno, sull'altare maggiore è collocato il dipinto con la Madonna col Bambino in gloria fra i santi Giovanni Battista, Pietro apostolo, Fabiano e Sebastiano, riconducibile ad un artista di cultura senese d'inizio Seicento.